# Подзамче (Поморське воєводство)
Подзамче (пол. Podzamcze, нім. Unterberg) — село в Польщі, у гміні Квідзин Квідзинського повіту Поморського воєводства.
Населення — 283 особи (2011).
У 1975-1998 роках село належало до Ельблонзького воєводства.

## Демографія
Демографічна структура станом на 31 березня 2011 року:
|          | Загалом | Допрацездатний вік | Працездатний вік | Постпрацездатний вік |
| -------- | ------- | ------------------ | ---------------- | -------------------- |
| Чоловіки | 140     | 25                 | 112              | 3                    |
| Жінки    | 143     | 46                 | 77               | 20                   |
| Разом    | 283     | 71                 | 189              | 23                   |